# سفارة فرنسا في إيران
سفارة فرنسا في إيران هي أرفع تمثيل دبلوماسي لدولة فرنسا لدى إيران. تقع السفارة في طهران وهي تهدف لتعزيز المصالح الفرنسية في إيران.

## وصلات خارجية
- الموقع الرسمي
- قائمة سفارات فرنسا
- قائمة السفارات في إيران